# Hospital de los pobres

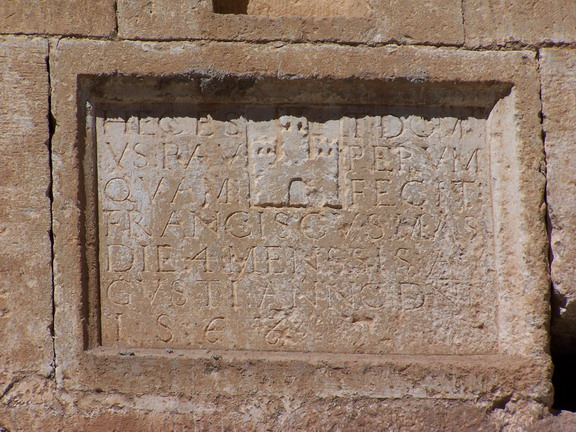

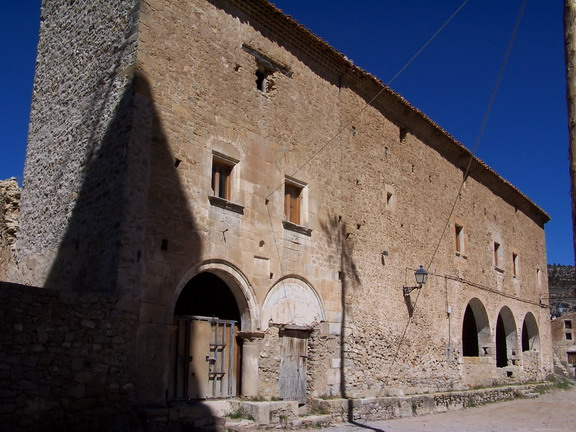

El Hospital de los Pobres de la Cañada de Benatanduz (Provincia de Teruel, España) es un edificio del siglo XVI situado en el barrio de Monjuí y dedicado a la beneficencia.
Según reza la inscripción de la fachada:

Heces T.dom/uspavrerum/quam fecit/Franciscus Mas/Die 4 mensis au/gusti anno D./ 1568.
El día cuatro de agosto de 1568 casi tres décadas después de la construcción del ayuntamiento Francisco Mas construyó este hospital para atender a enfermos pobres y vagabundos.

Se sabe que el edificio fue realizado en el año 1568 para atender a los más necesitados. La configuración del hospital es similar al ayuntamiento de la Cañada de Benatanduz ya que es un edificio contiguo.

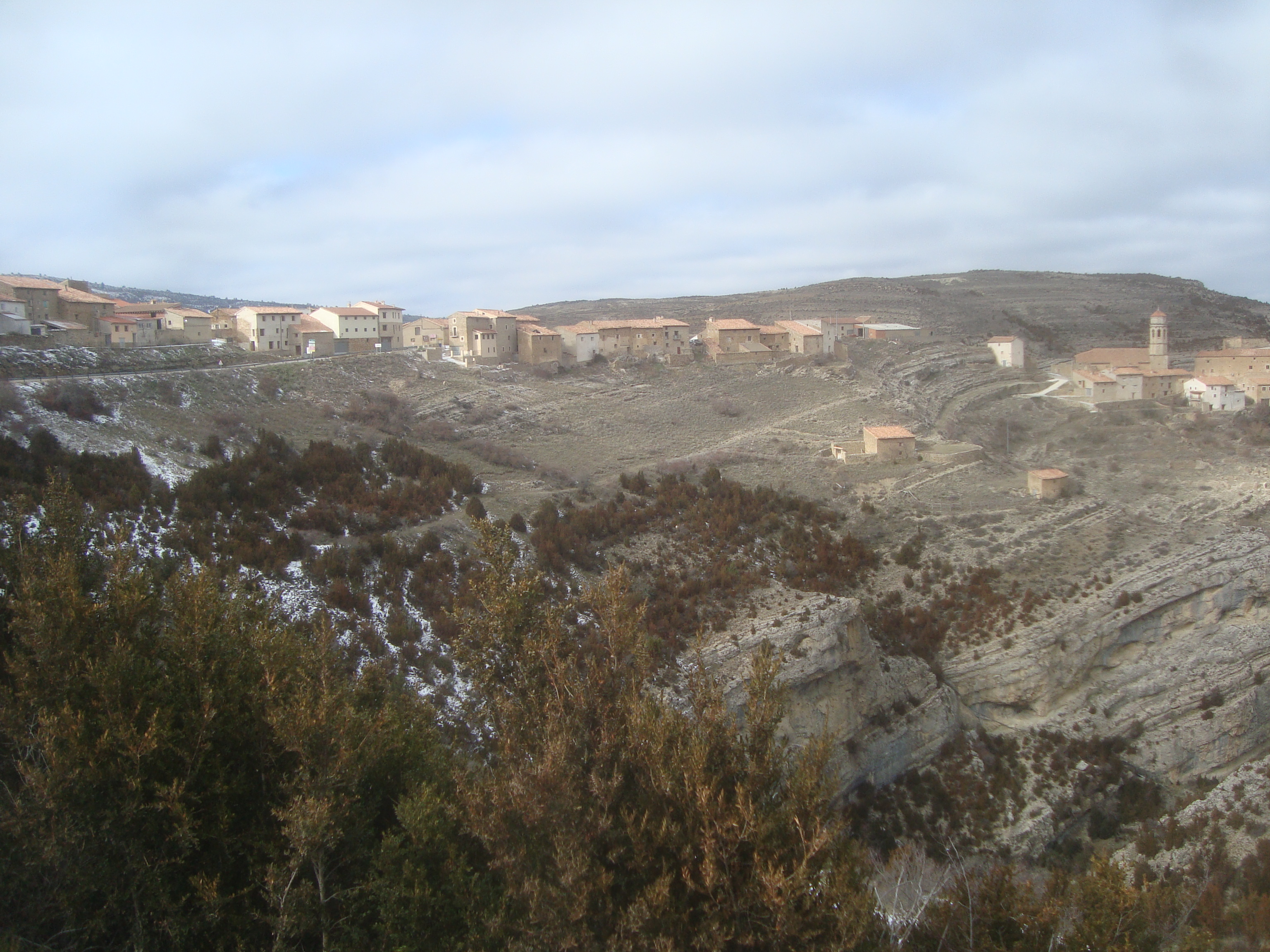
Panorámica de la Cañada de Benatanduz, Teruel.